# Dennis van Winden
Dennis van Winden est un coureur cycliste néerlandais, né le 2 décembre 1987 à Delft.

## Biographie
En 2007, Dennis van Winden intègre l'équipe continentale Rabobank Continental, réserve de l'équipe Rabobank. Il gagne avec elle le prologue du Tour Alsace, disputé en contre-la-montre par équipes, et se classe deuxième du Giro delle Regione. Il est sélectionné en équipe des Pays-Bas des moins de 23 ans et participe aux championnats du monde sur route à Stuttgart en Allemagne, où il est 85e de la course en ligne de cette catégorie. En 2008, il remporte deux étapes et le classement général du Tour du Haut-Anjou, et une étape du Giro delle Regioni. Il est également troisième du championnats des Pays-Bas sur route et du contre-la-montre espoirs. Aux championnats du monde à Varèse en Italie, il est huitième de la course en ligne et 18e du contre-la-montre des moins de 23 ans. En 2009, il remporte cinq courses : le championnat des Pays-Bas du contre-la-montre espoirs et des étapes du Tour de l'Avenir, de l'Istrian Spring Trophy,  du Tour de Bretagne, du Tour de León et du Jadranska Magistrala. Il participe un troisième fois aux championnats du monde, toujours dans la catégorie des moins de 23 ans, qui ont lieu cette année-là à Mendrisio en Suisse. Il se classe 11e du contre-la-montre, puis abandonne lors de la course en ligne. Il est élu « Talent de l'année » par les lecteurs de Wieler Magazine et un collège d'anciens coureurs professionnels néerlandais.

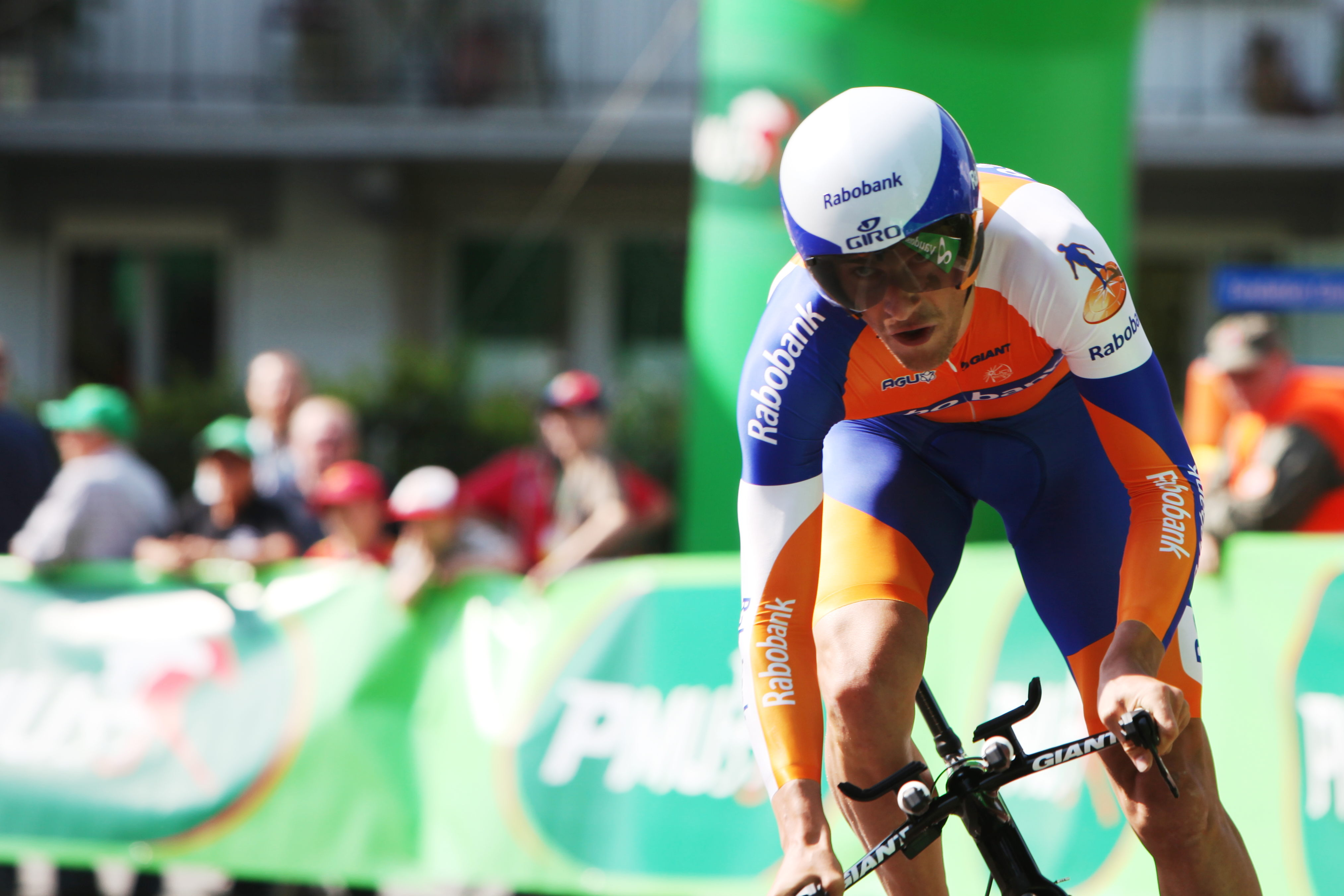
Dennis van Winden lors du prologue du Tour de Romandie 2011

En 2010, Dennis van Winden est recruté par l'équipe ProTour Rabobank. Ses meilleurs résultats durant cette année sont une 13e place au Tour du Piémont et une 15e place au Tour du Limousin. En 2011, il participe aux courses flandriennes de début de saison. Il est 18e du Grand Prix E3 et 26e du Tour des Flandres. Il dispute ensuite le Tour de Romandie, où il est sixième du prologue, puis son premier grand tour, le Tour d'Italie, qu'il termine à la 121e place. En juin, il est neuvième du Ster ZLM Toer et huitième du championnat des Pays-Bas contre-la-montre. Constatant les progrès de Dennis van Winden en 2011, le manager de l'équipe Erik Breukink prolonge son contrat jusqu'en 2013. En 201é, il dispute le Tour d'Italie et le Tour d'Espagne.
En novembre 2012, il est opéré d'une artère fémorale. Des complications consécutives à cette opération, dont deux hémorragies internes, l'empêchent de courir pendant un semestre. Malgré l'absence de résultat après son retour en course, l'équipe Belkin, qui a succédé à Rabobank, décide de le conserver dans son effectif en 2014. En fin d'année 2014, son contrat n'est en revanche pas renouvelé par Belkin.
Après commencé la saison 2015 avec l'équipe Synergy Baku Project, en mai l'équipe Lotto NL-Jumbo l'engage à nouveau pour pallier les absences dues à des blessures.
En 2017, il rejoint l'équipe Israel Cycling Academy. Au mois d'août 2018, il termine neuvième du Tour de République tchèque.
Fin 2019, il se retrouve sans contrat, en raison de la fusion entre Israel Cycling Academy et Katusha-Alpecin.

## Palmarès et classements mondiaux

### Palmarès
| - 2006 - Circuit de l'Alblasserwaard - 2007 - Prologue du Tour Alsace (contre-la-montre par équipes) - 2e du Tour des régions italiennes - 2008 - 2e étape du Tour des régions italiennes - Tour du Haut-Anjou : - Classement général - 1re et 2e (contre-la-montre) étapes - 2e de la Flèche flamande - 3e du championnat des Pays-Bas sur route espoirs - 3e du championnat des Pays-Bas du contre-la-montre espoirs - 9e du championnat du monde sur route espoirs | - 2009 - Champion des Pays-Bas du contre-la-montre espoirs - Prologue de l'Istrian Spring Trophy - 1re étape du Tour de Bretagne - Prologue de l'Olympia's Tour (contre-la-montre par équipes) - 2e étape du Tour de León - 9e étape du Tour de l'Avenir - Prologue du Jadranska Magistrala - 3e de Liège-Bastogne-Liège espoirs |  |

### Résultats sur les grands tours

#### Tour d'Italie
2 participations
- 2011 : 121e
- 2012 : abandon (8e étape)

#### Tour d'Espagne
2 participations
- 2012 : 164e
- 2015 : 115e

### Classements mondiaux
| Année          | 2011 | 2012 | 2013 | 2014 | 2015 |
| -------------- | ---- | ---- | ---- | ---- | ---- |
| UCI World Tour | nc   | nc   | nc   | nc   | 196e |

## Distinctions
- Cycliste espoirs néerlandais de l'année : 2009